# Ziegenhagen
Ziegenhagen ist ein Stadtteil von Witzenhausen im nordhessischen Werra-Meißner-Kreis.

## Geographie
Ziegenhagen liegt an der Nordabdachung des Kaufunger Waldes im Geo-Naturpark Frau-Holle-Land (Werratal.Meißner.Kaufunger Wald); nordwestlich breitet sich der bis an die Kreis- und Stadtgrenze reichende und im angrenzenden Niedersachsen liegende Naturpark Münden aus. Das Dorf befindet sich 7,7 km nordwestlich der Witzenhausener Kernstadt, 3 km westlich von Stiedenrode und 3,4 km südwestlich von Blickershausen, die auch zu Witzenhausen gehören, sowie 2,3 km südlich von Oberode, einem Ortsteil des niedersächsischen Hann. Münden. Gelegen im Tal des kleinen Werrazuflusses Rautenbach, in den im Ort der Steinbergsbach mündet, breitet sich die Ortschaft auf etwa 180 bis 265 m ü. NHN aus.
Westlich liegt 3,8 km entfernt von Ziegenhagen der Kleine Steinberg (541,9 m) – beim Dorf befinden sich der Kalbskopf (393 m) im Südosten, der Gebrannte Kopf (ca. 360 m) im Nordwesten und der Burgberg (ca. 270 m) im Nordosten; auf dem zuletzt genannten Berg befinden sich die Reste der Burg Ziegenberg. Etwa 2 km nordöstlich der Dorfkirche befindet sich eine Wochenendhaussiedlung.

## Geschichte
Die Ursprünge von Ziegenhagen liegen in der Burg Ziegenberg, die im 11. Jahrhundert erbaut und erstmals 1193 von Dedo Comes de Cygenberch erwähnt wurde. Die heute frei zugängliche Ruine der Burg ist seit dem 17. Jahrhundert verfallen. Die Ortschaft gehörte bis 1821 zum hessischen Amt Ludwigstein/Witzenhausen und danach zum Landkreis Witzenhausen. Während der französischen Besetzung gehörte sie zum Kanton Witzenhausen im Königreich Westphalen (1807–1813). 1780 wurde im Dorf die erste Glashütte erbaut, was weitere Siedler anzog. Die Glasproduktion wurde 1907 aufgrund von Transportschwierigkeiten nach Immenhausen verlegt.
Zum 1. Januar 1974 wurde die bis dahin selbständige Gemeinde Ziegenhagen im Zuge der Gebietsreform in Hessen kraft Landesgesetz in die Stadt Witzenhausen eingegliedert. Für die nach Witzenhausen eingegliederten, ehemals eigenständigen Gemeinden wurde je ein Ortsbezirk mit Ortsbeirat und Ortsvorsteher nach der Hessischen Gemeindeordnung gebildet.
Bis zum Jahr 2014 war der Ort ein anerkannter Luftkurort. Seit 2022 ist Ziegenhagen staatl. anerkannter Erholungsort.

## Bevölkerung
Einwohnerstruktur 2011
Nach den Erhebungen des Zensus 2011 lebten am Stichtag, dem 9. Mai 2011, in Ziegenhagen 582 Einwohner. Darunter waren 15 (2,6 %) Ausländer. Nach dem Lebensalter waren 87 Einwohner unter 18 Jahren, 234 zwischen 18 und 49, 129 zwischen 50 und 64 und 132 Einwohner waren älter. Die Einwohner lebten in 270 Haushalten. Davon waren 84 Singlehaushalte, 90 Paare ohne Kinder und 72 Paare mit Kindern, sowie 15 Alleinerziehende und 9 Wohngemeinschaften. In 6 Haushalten lebten ausschließlich Senioren und in 15 Haushaltungen lebten keine Senioren.
Einwohnerentwicklung
| Quelle: Historisches Ortslexikon |                                                                    |  |
| • 1466:                          | 9 Hausgesesse                                                      |  |
| • 1685:                          | 29 Hausgesesse                                                     |  |
| • 1745:                          | 171 Einwohner                                                      |  |
| • 1747:                          | 38 Mannschaften mit 35 Feuerstellen                                |  |
| • 1961:                          | 409 evangelische (= 79,88 %), 99 katholische (= 19,34 %) Einwohner |  |

| Ziegenhagen: Einwohnerzahlen von 1834 bis 2022 | Ziegenhagen: Einwohnerzahlen von 1834 bis 2022 | Ziegenhagen: Einwohnerzahlen von 1834 bis 2022 | Ziegenhagen: Einwohnerzahlen von 1834 bis 2022 | Ziegenhagen: Einwohnerzahlen von 1834 bis 2022 |
| --- | ---------------------------------------------- | ---------------------------------------------- | ---------------------------------------------- | ---------------------------------------------- |
| Jahr |                                                |                                                |                                                | Einwohner                                      |
| 1834 | 1834                                           |                                                | 579                                            | 579                                            |
| 1840 | 1840                                           |                                                | 577                                            | 577                                            |
| 1846 | 1846                                           |                                                | 624                                            | 624                                            |
| 1852 | 1852                                           |                                                | 616                                            | 616                                            |
| 1858 | 1858                                           |                                                | 574                                            | 574                                            |
| 1864 | 1864                                           |                                                | 486                                            | 486                                            |
| 1871 | 1871                                           |                                                | 552                                            | 552                                            |
| 1875 | 1875                                           |                                                | 519                                            | 519                                            |
| 1885 | 1885                                           |                                                | 529                                            | 529                                            |
| 1895 | 1895                                           |                                                | 507                                            | 507                                            |
| 1905 | 1905                                           |                                                | 513                                            | 513                                            |
| 1910 | 1910                                           |                                                | 348                                            | 348                                            |
| 1925 | 1925                                           |                                                | 377                                            | 377                                            |
| 1939 | 1939                                           |                                                | 343                                            | 343                                            |
| 1946 | 1946                                           |                                                | 739                                            | 739                                            |
| 1950 | 1950                                           |                                                | 707                                            | 707                                            |
| 1956 | 1956                                           |                                                | 567                                            | 567                                            |
| 1961 | 1961                                           |                                                | 512                                            | 512                                            |
| 1967 | 1967                                           |                                                | 499                                            | 499                                            |
| 1970 | 1970                                           |                                                | 506                                            | 506                                            |
| 1980 | 1980                                           |                                                | ?                                              | ?                                              |
| 1990 | 1990                                           |                                                | ?                                              | ?                                              |
| 2000 | 2000                                           |                                                | ?                                              | ?                                              |
| 2011 | 2011                                           |                                                | 582                                            | 582                                            |
| 2015 | 2015                                           |                                                | 557                                            | 557                                            |
| 2022 | 2022                                           |                                                | 610                                            | 610                                            |
| Datenquelle: Historisches Gemeindeverzeichnis für Hessen: Die Bevölkerung der Gemeinden 1834 bis 1967. Wiesbaden: Hessisches Statistisches Landesamt, 1968. Weitere Quellen: ; Stadt Witzenhausen; Zensus 2011 |                                                |                                                |                                                |                                                |

## Politik
Für Ziegenhagen besteht ein Ortsbezirk (Gebiete der ehemaligen Gemeinde Ziegenhagen) mit Ortsbeirat und Ortsvorsteher nach der Hessischen Gemeindeordnung. Der Ortsbeirat besteht aus sieben Mitgliedern. Bei den Kommunalwahlen in Hessen 2021 betrug die Wahlbeteiligung zum Ortsbeirat 63,48 %. Es erhielten die SPD mit 79,43 % sechs Sitze und die CDU mit 20,57 % einen Sitz. Der Ortsbeirat wählte Manfred Harbusch (parteilos) erneut zum Ortsvorsteher.

## Ortsbild
Fachwerkhäuser und moderne Residenzen prägen das Dorf ohne Durchfahrtsstraße. Die Kurverwaltung Ziegenhagen bietet noch kleine Angebote zu den Ferienzeiten, ansonsten hat der Kurgast- und Urlauberstrom in den letzten Jahren erheblich abgenommen. Der etwa 1 km nordöstlich der Dorfkirche gelegene Erlebnispark Ziegenhagen wurde am 4. November 2019 aus betrieblichen Gründen geschlossen und im Jahr 2021 wiedereröffnet.

## Verkehr
Zu erreichen ist Ziegenhagen von der Anschlussstelle Hedemünden der Bundesautobahn 7 kommend, erst auf der Kreisstraße 6 und dann – nach Überqueren der Bundesstraße 80 nahe der Anschlussstelle – auf der K 211 fahrend, die jenseits der niedersächsisch-hessischen Grenze in die Landesstraße 3302 übergeht. Letztere führt unmittelbar nordöstlich vorbei an der Ortschaft und dann weiter nach Stiedenrode. Von dieser Straße zweigt die als Stichstraße das Dorf erschließende K 53 ab.